# Golfe de Gênes
Le golfe de Gênes (Golfo di Genova) est la partie septentrionale de la mer Ligure. Situé sur la côte nord-ouest de l'Italie, dans la région de la Ligurie, il s'étend du promontoire du capo Mele (Marina di Andora) à l'ouest à la pointe San Pietro (Porto Venere, golfe de La Spezia) à l'est. La plus grande ville sur la côte qui a donné son nom au golfe est un port important : Gênes.
Le golfe de Gênes a une ouverture sur la mer de Ligurie de 133 kilomètres depuis la pointe de Porto Venere à l'est jusqu'au capo Mele à l'ouest. Il est caractérisé par une topographie côtière spectaculaire, avec des falaises rocheuses, des petites criques et une végétation méditerranéenne. Les reliefs environnants, dont les collines et les montagnes, contribuent à la beauté du golfe. Les paysages pittoresques du golfe de Gênes en font une destination touristique prisée. 
La ville de Gênes, l'une des principales villes portuaires d'Italie, occupe une position centrale sur le golfe de Gênes. Le port de Gênes est l'un des plus grands ports de la mer Méditerranée et joue un rôle crucial dans le commerce maritime, la logistique et le transport. Le port de Gênes est un hub commercial vital, facilitant les échanges entre l'Italie et d'autres pays méditerranéens. De plus, la pêche est une activité importante dans le golfe.